# Бичин
Бичин (біл. вёска Бычин) — село в складі Березинського району Мінської області, Білорусь. Село підпорядковане Богушевицькій сільській раді, розташоване в східній частині області.